# Sværdfisken
„Sværdfisken” – nazwa noszona na przestrzeni dziejów przez kilka okrętów Kongelige Danske Marine:
- „Sværdfisken” – torpedowiec z lat 80. XIX wieku, ex-Torpedowiec nr 6[1]
- „Sværdfisken” – torpedowiec typu Hvalrossen z początku XX wieku[2]
- „Sværdfisken” (P505) – kuter torpedowy typu Flyvefisken z lat 50. XX wieku[3]
- „Sværdfisken” (P556) – okręt patrolowy typu Flyvefisken z lat 90. XX wieku[4]